# Pasi Birah
Pasi Birah is een bestuurslaag in het regentschap Aceh Barat van de provincie Atjeh, Indonesië. Pasi Birah telt 157 inwoners (volkstelling 2010).